# Sóc Hà
Sóc Hà là một xã thuộc huyện Hà Quảng, tỉnh Cao Bằng, Việt Nam.

## Địa lý
Xã Sóc Hà nằm ở phía bắc huyện Hà Quảng, có vị trí địa lý:
- Phía đông giáp xã Trường Hà
- Phía tây giáp xã Cần Yên
- Phía nam giáp xã Quý Quân và xã Lương Thông
- Phía bắc giáp Trung Quốc.

Xã Sóc Hà có diện tích 32,34 km², dân số năm 2019 là 2.676 người, mật độ dân số đạt 83 người/km².
Trên địa bàn xã có các ngọn núi như Cảm Dảng, Tràm, Pác Khang, Phia Mạ, Phia Tẳng, Phia Khao, Sát Nhân, Sì Pài. Sóc Hà có một số dòng suối chảy trên địa phận như suối Trúc Long, suối Bó Tầu, suối Khuổi Kỳ và Khuổi Nính. Đây là nơi sông Bằng Giang chảy vào lãnh thổ Việt Nam, tuy nhiên đoạn sông trên địa bàn xã Sóc Hà còn nhỏ nên thường được gọi là suối.
Xã Sóc Hà là điểm cuối của tuyến tỉnh lộ Đôn Chương - Sóc Hà, nối đến cửa khẩu Sóc Giang thông thương sang Trung Quốc. Đồn biên phòng Sóc Hà quản lý tuyến biên giới của xã.

## Hành chính
Xã Sóc Hà được chia thành 7 xóm: Phố Sóc Giang, Cốc Vường, Địa Long, Lũng Pươi, Nà Cháo, Nà Nghiềng, Nà Sác.

## Lịch sử
Sau năm 1975, Sóc Hà là một xã thuộc huyện Hà Quảng.
Đến năm 2019, xã Sóc Hà được chia thành 16 xóm: Cốc Nghịu, Cốc Vường, Địa Lan, Háng Cáu, Lũng Củm, Lũng Mật, Lũng Pươi, Lũng Rài, Nà Cháo, Nà Nghiềng, Nà Phái, Nà Sác, Pác Tao, Pò Háng, Sóc Giang, Trúc Long.
Ngày 9 tháng 9 năm 2019, Hội đồng Nhân dân tỉnh Cao Bằng ban hành Nghị quyết số 27/NQ-HĐND về việc:
- Sáp nhập hai xóm Trúc Long và Địa Lan thành xóm Địa Long
- Sáp nhập hai xóm Nà Phái và Lũng Rài vào xóm Lũng Pươi
- Sáp nhập hai xóm Cốc Nghịu và Pò Háng vào xóm Cốc Vường
- Sáp nhập xóm Háng Cáu vào xóm Phố Sóc Giang
- Sáp nhập xóm Lũng Củm vào xóm Nà Nghiền
- Sáp nhập hai xóm Lũng Mật và Pác Tao vào xóm Nà Cháo.